# Raimundo Nonato Cruz Duarte
Raimundo Nonato Cruz Duarte (Bacabal, 28 de março de 1956) é um sacerdote católico brasileiro, administrador diocesano da Diocese de Campo Maior e pároco da Paróquia Nossa Senhora das Mercês na cidade e diocese de Campo Maior.

## Biografia
Padre Duarte, como é conhecido, veio de uma família de cinco irmãos. Seus pais: Antonio Ferreira Duarte e Artemiza Cruz Duarte. batizado em Bacabal em 22 de setembro de 1956 e crismado em 19 de novembro de 1975. Fez seus estudos do ensino fundamental e ensino médio na cidade de Bacabal, e no ano de 1979, iniciou seus estudos no Seminário Maior Regional Nordeste I, na cidade de Fortaleza, Estado do Ceará. . 
Foi ordenado Diácono no dia 08 de dezembro de 1984, na Paróquia de São José, na cidade de Altos e ordenado Sacerdote no dia 23 de março de 1985, na Catedral de Santo Antonio, na cidade de Campo Maior, por Dom Abel Alonso Núñez. 
Teve como sua primeira Paróquia Sagrado Coração de Jesus, em Capitão de Campos. De lá foi transferido para a Paróquia de Nossa Senhora da Conceição, na cidade de Barras. Trabalhou como Pároco ainda nas seguintes paróquias: Nossa Senhora do Livramento, José de Freitas; São José, Altos; Nossa Senhora dos Humildes, Alto Longá; Nossa Senhora do Desterro, Castelo do Piauí; Nossa Senhora de Fátima, Campo Maior e atualmente exerce seu ministério na paróquia de Nossa Senhora das Mercês, na cidade de Campo Maior.
Por seu interesse e gosto pela comunicação, em 2008, foi convidado pelo Bispo Referencial para a Comunicação do Regional Nordeste 4, Dom Plínio José, Bispo da diocese de Picos, em concordância com os demais bispos do Regional, para assumir a Coordenação da Comunicação da Igreja, no Estado do Piauí, função que ocupa até hoje. Nomeado por Dom Eduardo Zielski, Chanceler da Cúria Diocesana, em 2010 tem zelado pelos arquivos da diocese, atribuição dispensada pelo seu ofício.
Bacharel em Filosofia e Licenciado em Teologia, pelo Instituto de Ciências Religiosas em Fortaleza – Ceará -, exerce seu ministério sacerdotal na diocese de Campo Maior – Piauí.

## Administrador Diocesano
Em 05 de abril de 2016 foi eleito pelo Colégio dos Consultores da Diocese de Campo Maior para o cargo de Administrador Diocesano da referida Diocese que estava em sede vacante deste 02 de março, quando o Bispo Dom Eduardo Zielski foi transferido pelo papa Francisco, para a Diocese de São Raimundo Nonato. O período de Sede Vacante terminou no dia 30 de setembro de 2017 com a posse de Dom Francisco de Assis Gabriel dos Santos.
Foi reeleito para o cargo em 21 de abril de 2025, após a transferência do seu último pastor diocesano para a diocese de Cajazeiras.